# NSU Motorenwerke
NSU Motorenwerke AG (pol. - NSU Zakłady Silnikowe S.A.) – niemiecki producent samochodów osobowych i motocykli założony w 1873 roku.

## Historia
Historia powstania marki NSU sięga roku 1873, kiedy to Heinrich Stoll oraz Christian Schmidt w Riedlingen nad Dunajem założyli firmę Werkstätte Schmidt & Stoll zajmującą się produkcją maszyn włókienniczych. W 1884 roku przeniesiona została do Neckarsulm, gdzie rzeka Sulm wpływa do rzeki Neckar. Rozpoczęto tam produkcję rowerów, którą około 1892 roku całkowicie wstrzymano na rzecz ponownej produkcji maszyn włókienniczych. Od tego czasu nazwa NSU (wzięta od nazw rzek Sulm i Neckar) zaczęła występować jako oficjalna marka. W 1901 roku zmieniona została nazwa przedsiębiorstwa na NSU Vereinigte Fahrzeugwerke AG.

Logo NSU używane w latach 1926-1930

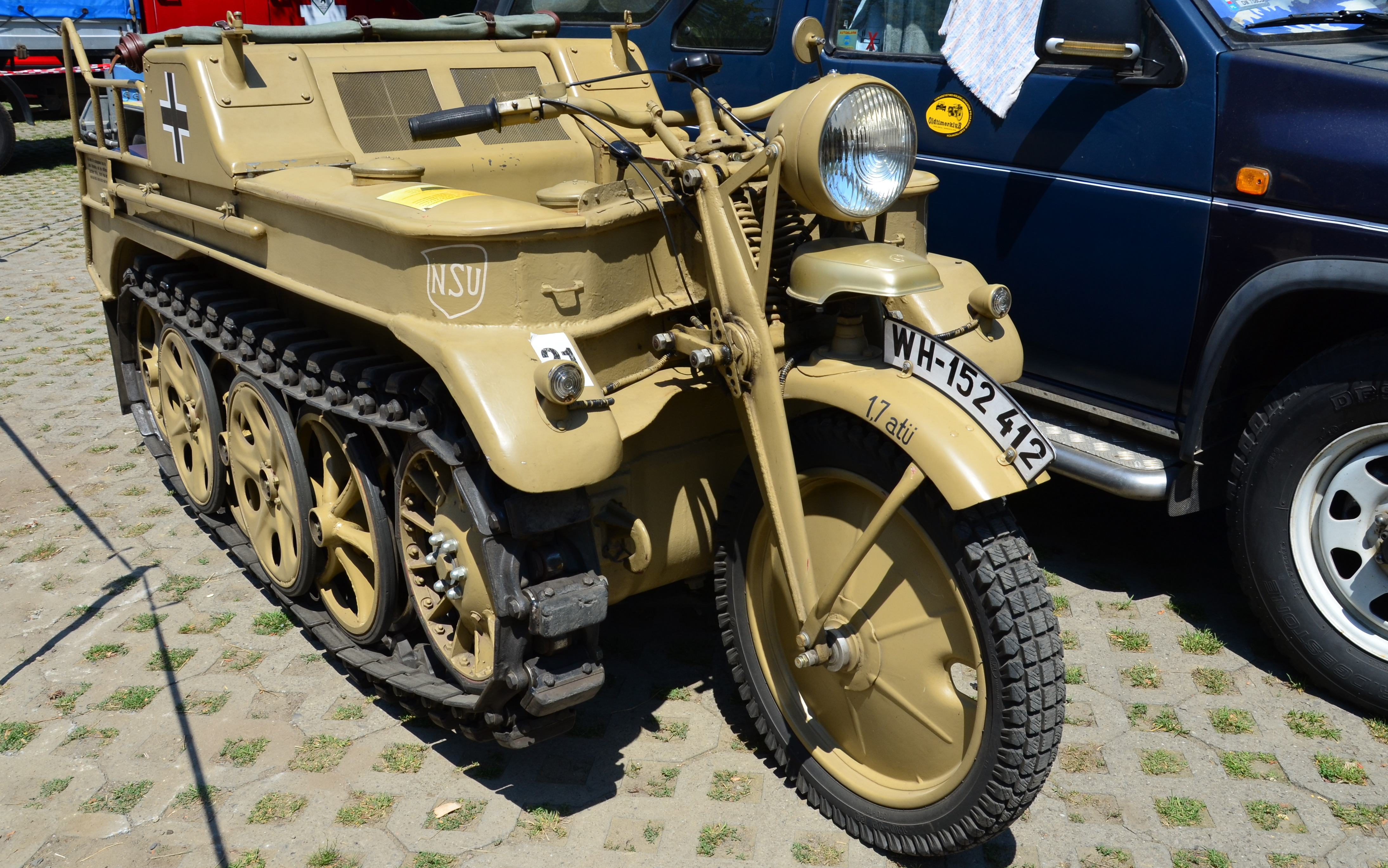
NSU Kettenkrad

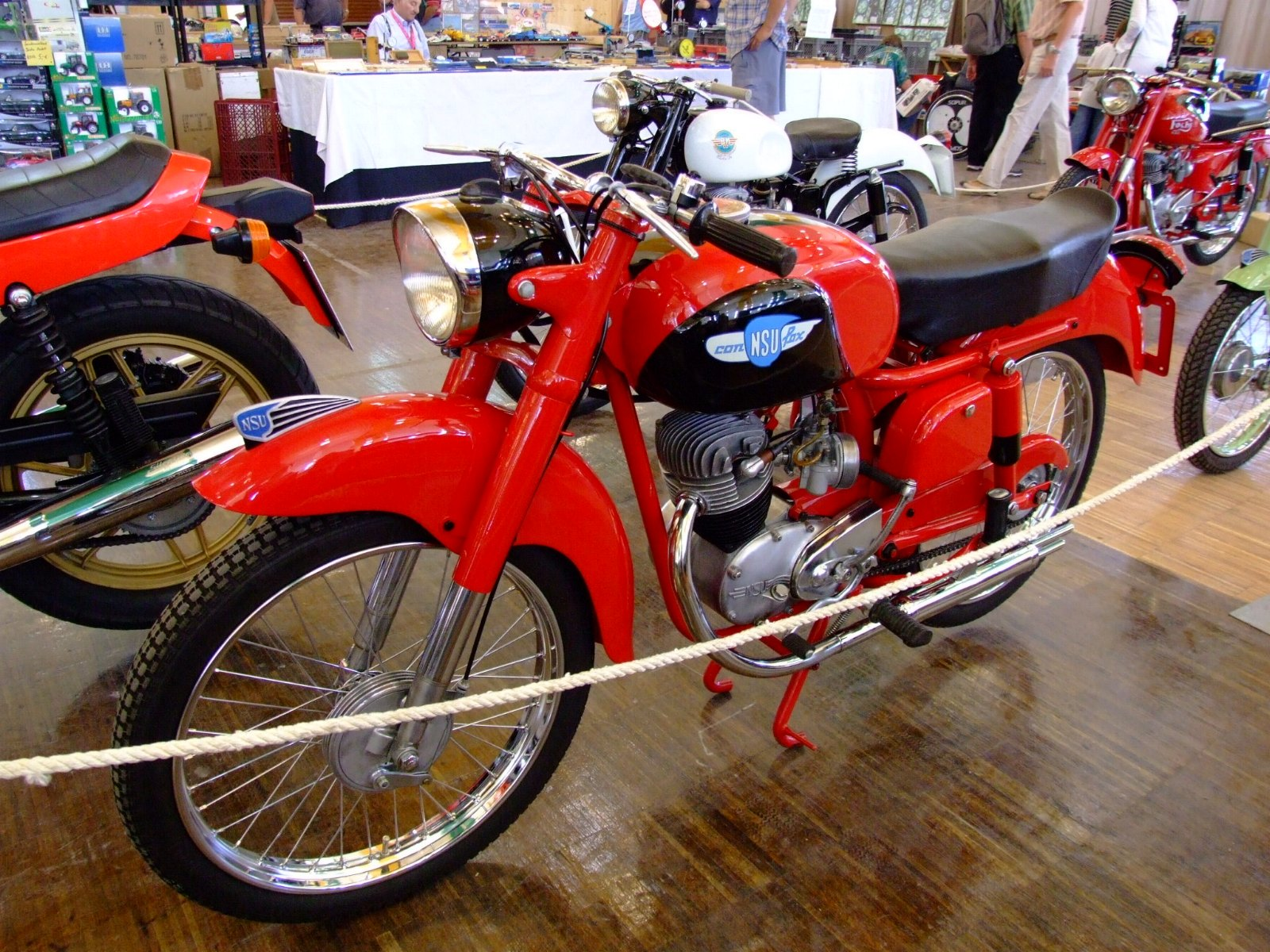
NSU Fox

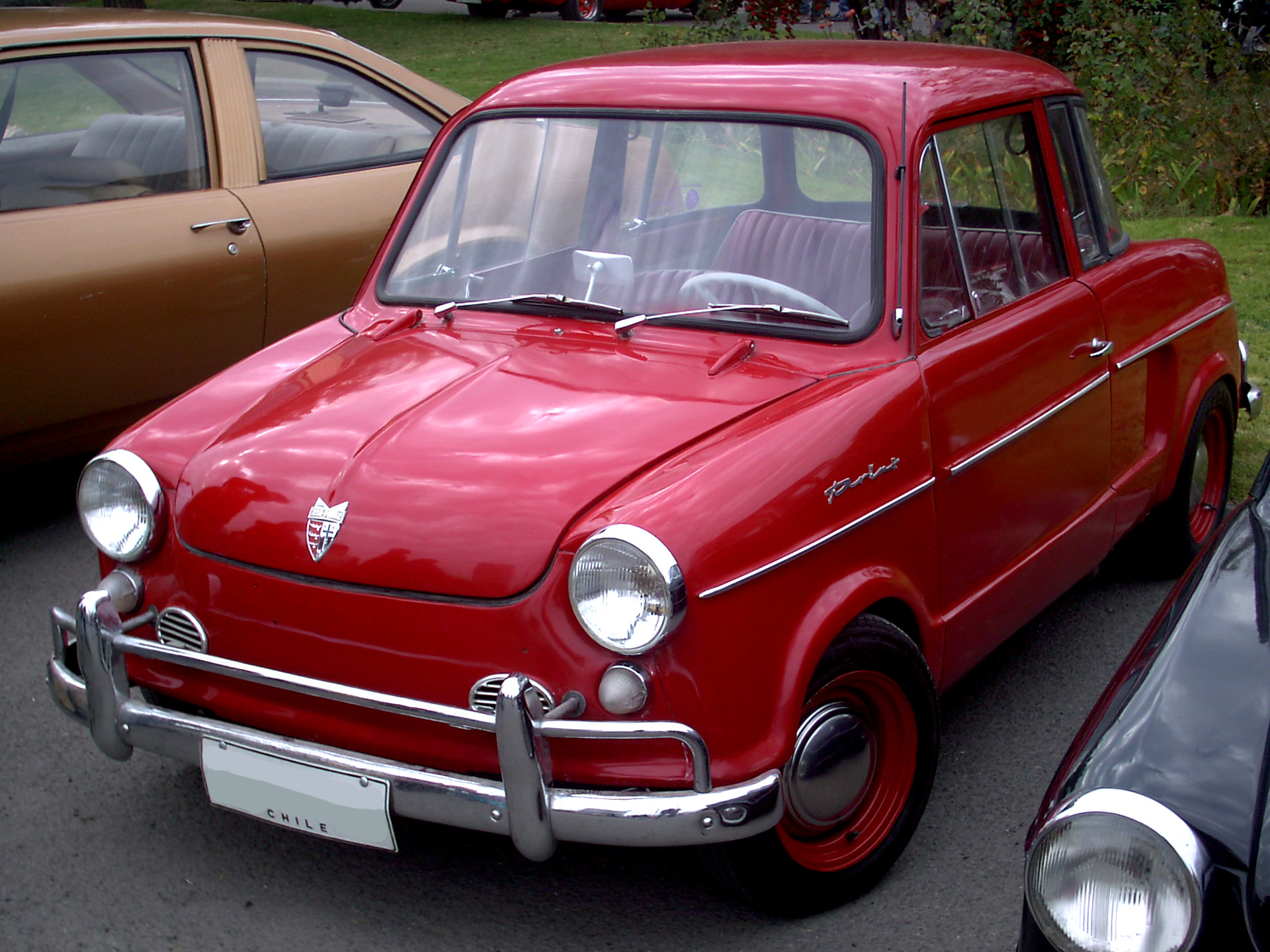
NSU Prinz III z 1962 roku

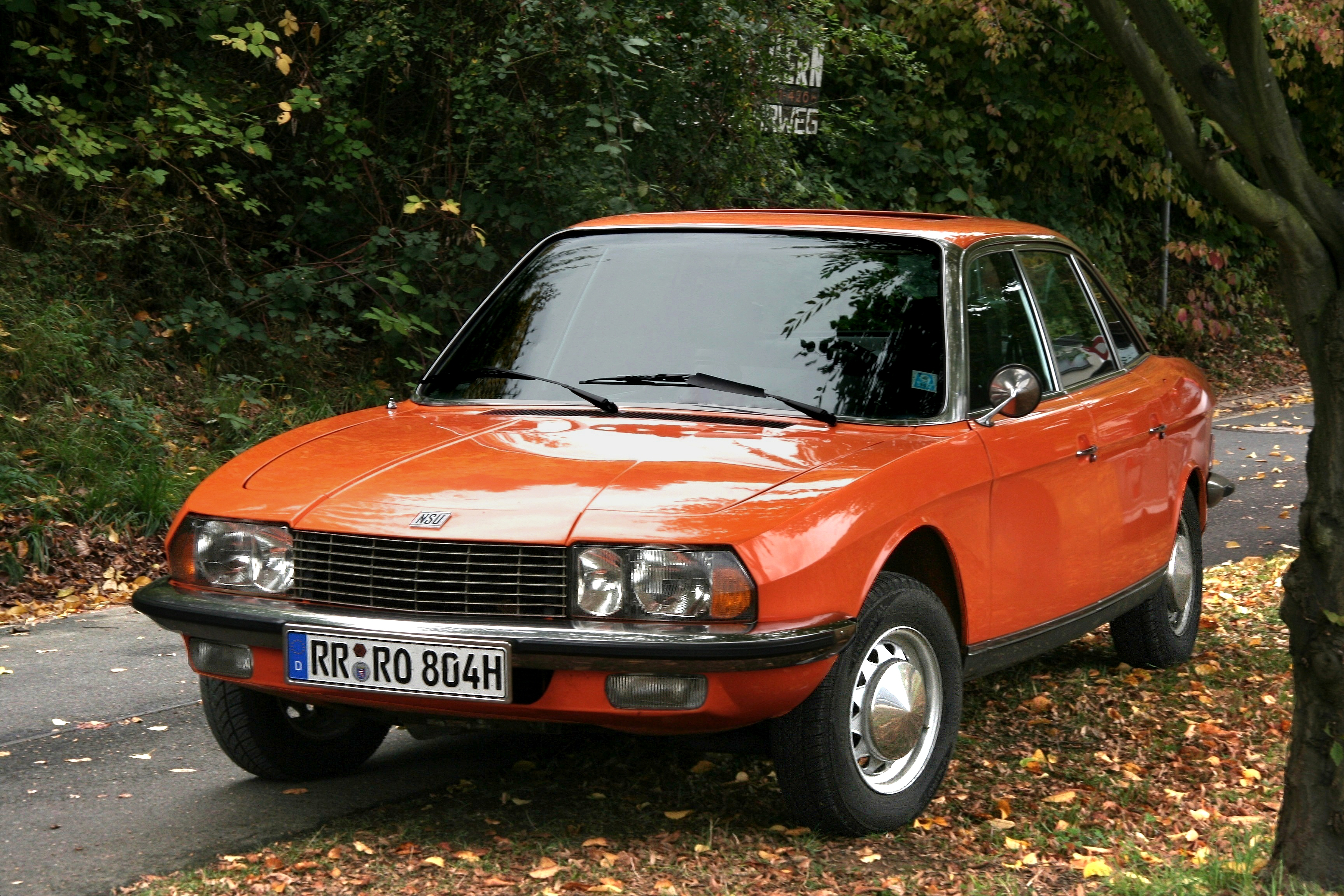
NSU Ro 80

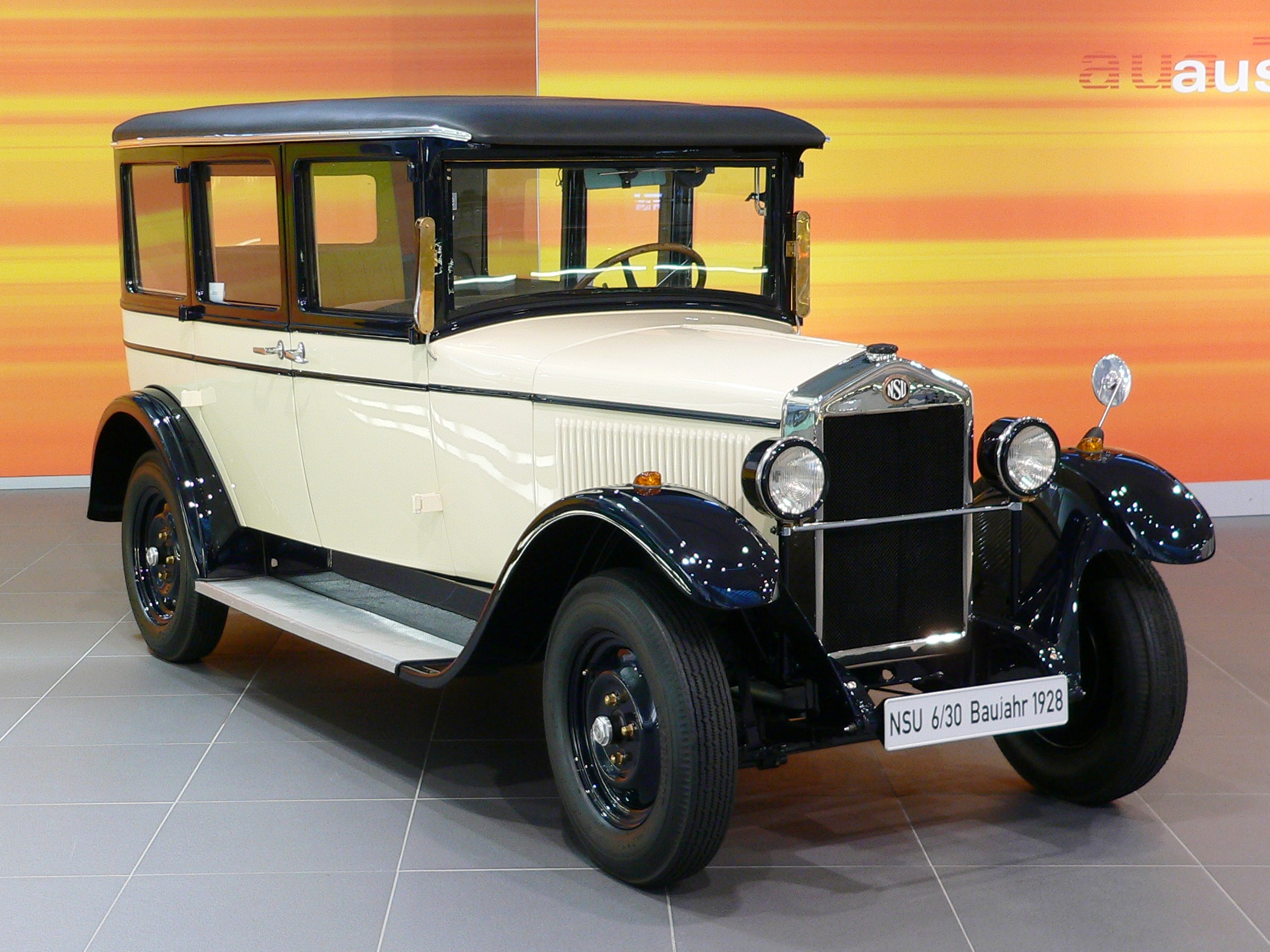
NSU 6/30 z 1928 roku

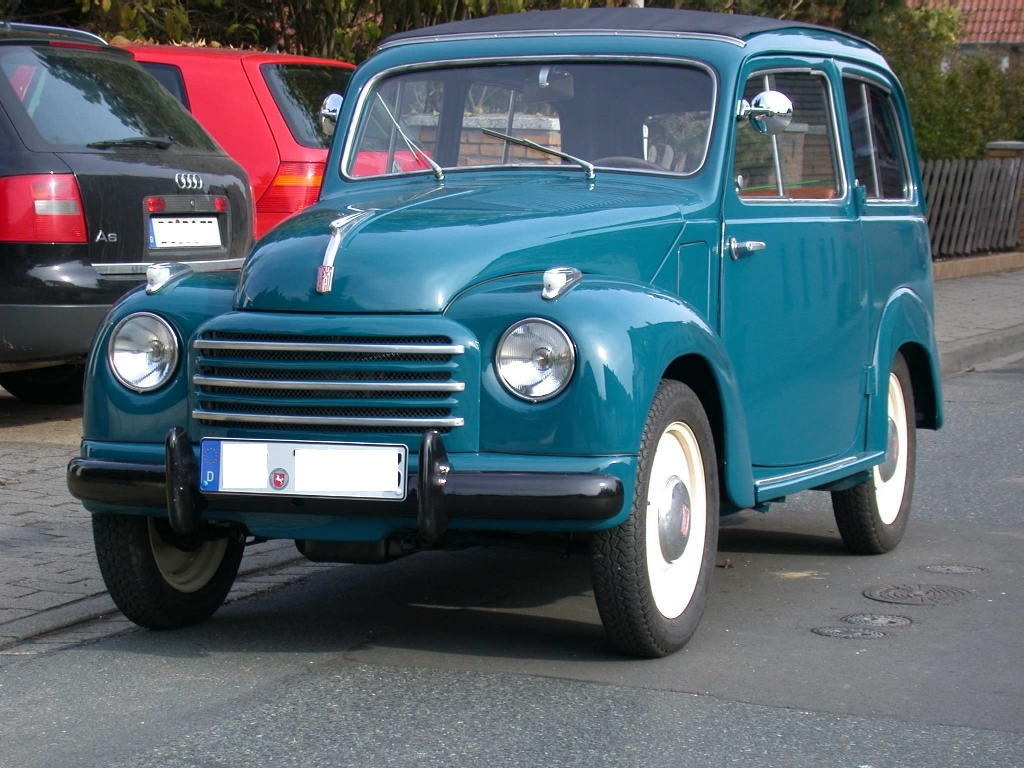
NSU-FIAT 500 Belvedere z 1953 roku

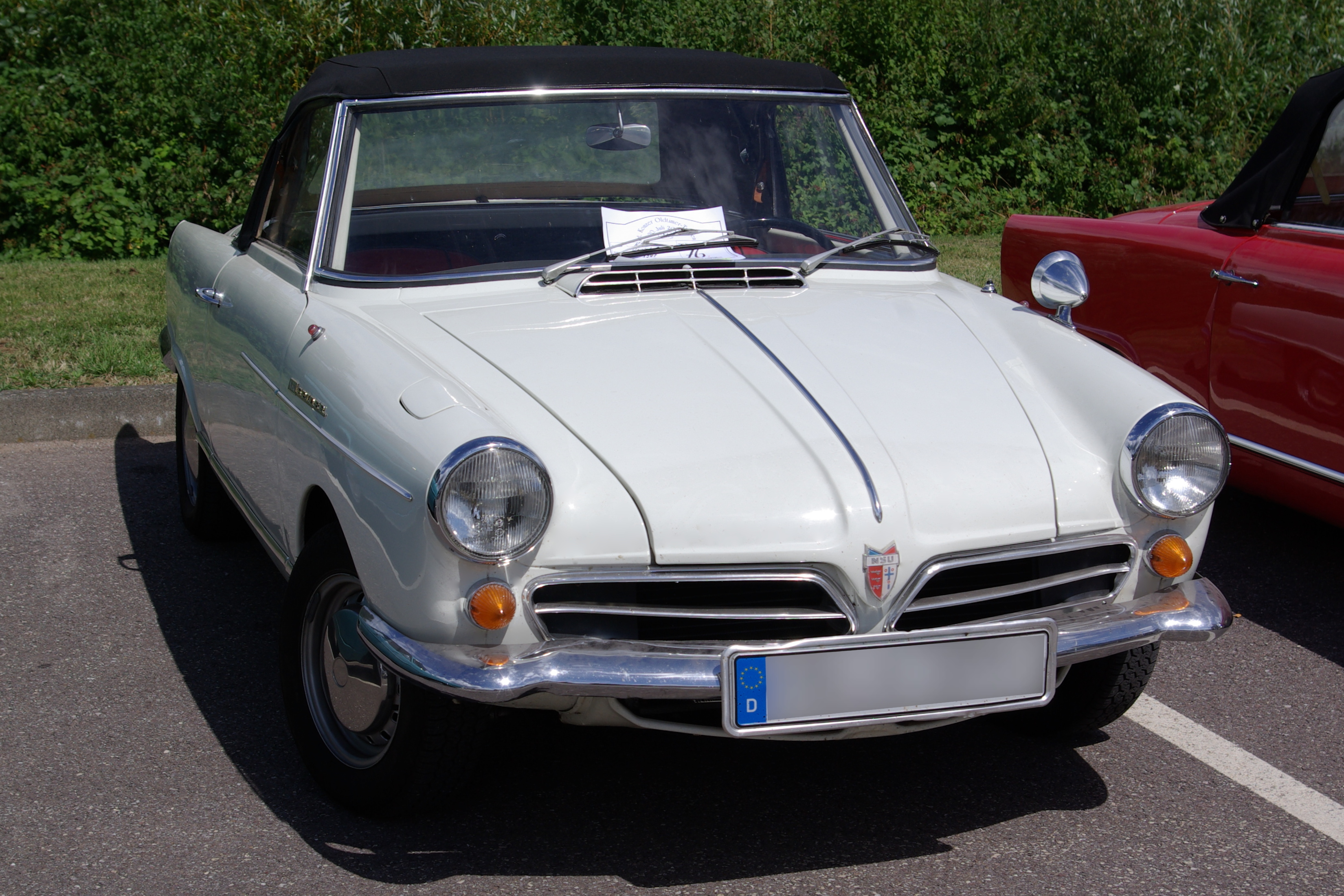
NSU Spider

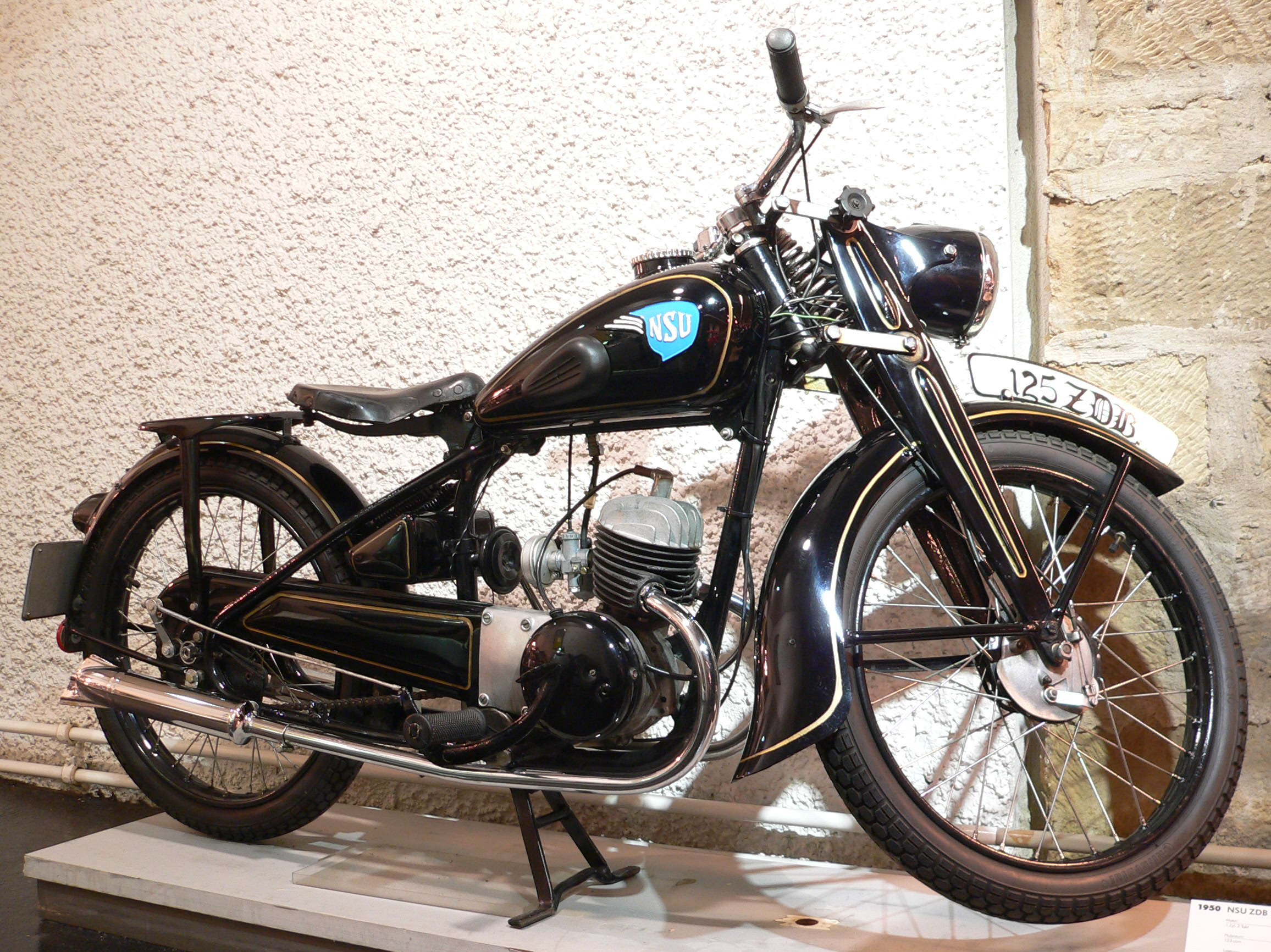
NSU 125 ZDB z 1950 roku

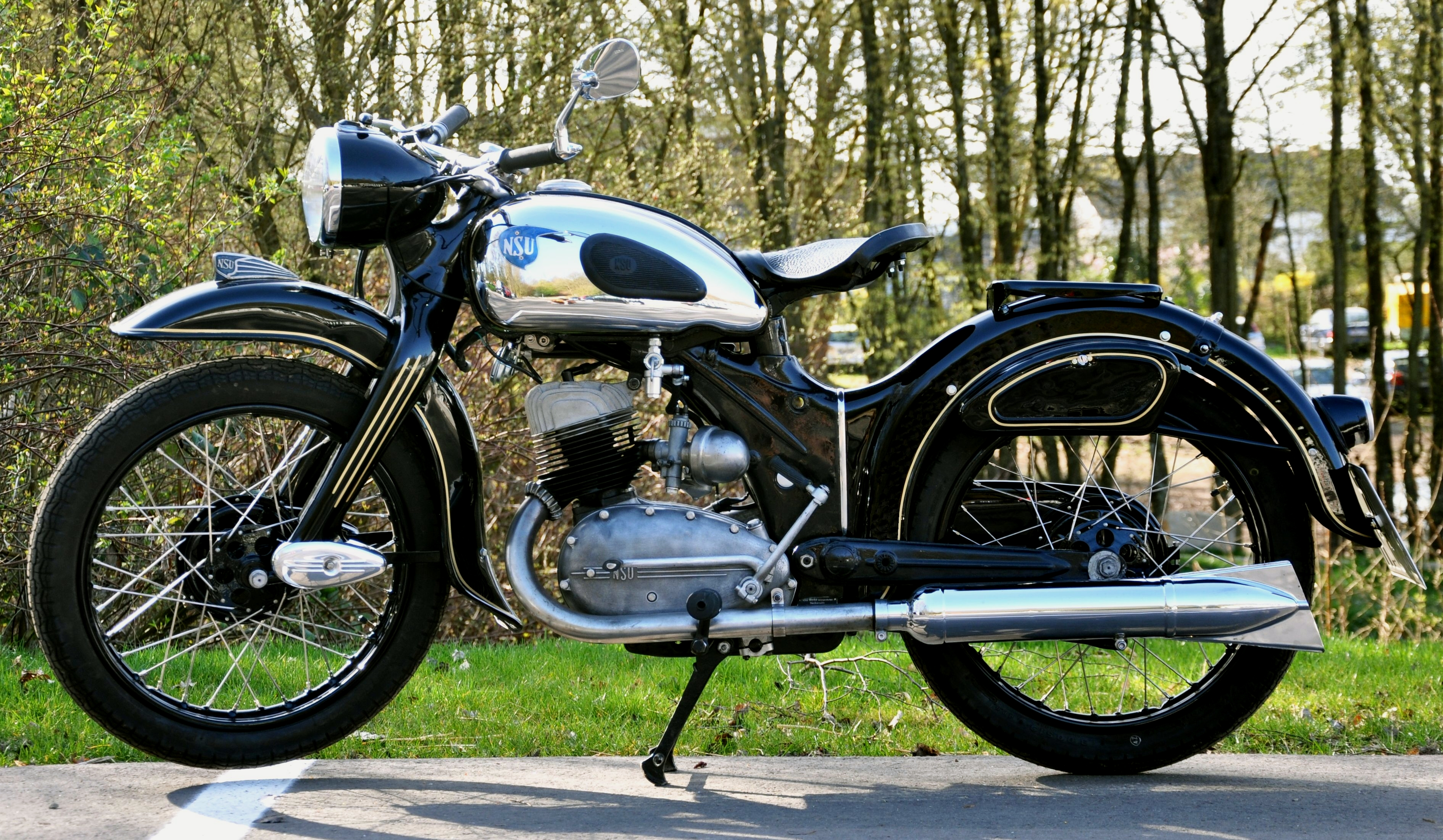
NSU Lux

Na początku XX wieku powstał oddział NSU motorbike, a w 1905 roku pojawił się pierwszy samochód marki wyposażony w szwajcarski silnik Zendel. W 1932 roku produkcja samochodów w Heilbronn sprzedana została włoskiemu koncernowi FIAT. Podczas II wojny światowej NSU opracowało i wyprodukowało słynny motocykl z gąsienicowym układem bieżnym. Model NSU HK101 był półgąsienicowym motocyklem z silnikiem z Opla Olympia.
Na początku lat 30. NSU zwróciło się o pomoc w zaprojektowaniu nowego modelu samochodu do Porsche, które w 1933 roku przedstawiło pierwsze projekty. Z uwagi na problemy z konstrukcją pojazdu zrezygnowano z wprowadzenia modelu na rynek. Projekt Porsche powrócił wiele lat później wraz z modelem Volkswagen Garbus. 
Po II wojnie światowej NSU zaczęło od nowa w całkowicie zniszczonej wojną fabryce z przedwojennymi konstrukcjami motocykli takich jak m.in. Quick, OSL i Konsul. Nadal oferowano model HK101 w wersji cywilnej, do jazdy po dowolnym terenie. Pierwsza powojenna konstrukcja marki pojawiła się w 1949 roku pod nazwą Fox. W 1953 roku do produkcji wprowadzony został motocykl Max o pojemności skokowej 250 cm³ z unikatowymi korbowodami i wałkiem rozrządu umieszczonym nad głowicą. Wszystkie te modele miały innowacyjną ramę skorupową kształtowaną przez tłoczenie stali i tylną jednostkę zawieszenia umieszczoną w środku. Za udanym przedsięwzięciem stał główny konstruktor, Albert Roder, który sprawił, że w 1955 roku NSU stał się największym producentem motocykli na świecie. NSU ma na swoim koncie cztery światowe rekordy prędkości w: 1951, 1953, 1954 i 1955 roku. W sierpniu 1956 roku Wilhelm Herz był jedynym człowiekiem jadącym motocyklem (NSU Delphin) szybciej niż 200 mil na godzinę.
W 1957 roku NSU znów pojawiło się na rynku samochodowym z nowym NSU Prinz, małym autem o „podwojonym” silniku NSU Max. Model miał chłodzony powietrzem, dwucylindrowy silnik o pojemności 600 cm³ i mocy 20 KM. Produkcję motocykli kontynuowano do 1968 roku.
W 1964 NSU zaoferował pierwszy silnik Wankla na świecie: NSU Wankelspider. W tym samym roku pojawił się model Prinz 1000 i pochodne takie jak TT i TT/S. Typ 110 (później nazwany 1200SC) pojawił się w 1965 roku i był samochodem rodzinnym. Wyróżniał się konstrukcją karoserii zapewniającą większą przestrzeń wewnątrz. W tych ostatnich samochodach NSU z konwencjonalnym silnikiem czterosuwowym powszechnie stosowano silnik górnozaworowy, czterocylindrowy chłodzony powietrzem.
W 1967 roku na rynek wszedł napędzany dwuwirnikowym silnikiem Wankla 115-konny model NSU Ro 80 i wkrótce otrzymał kilka nagród za konstrukcję takich jak „Samochód Roku 1968”. Od tego czasu samochód był najlepiej sprzedającym się produktem w historii firmy. 
NSU kojarzy się głównie z pierwszym producentem z licencją i jednym z trzech przedsiębiorstw samochodowych produkujących samochody z silnikiem Wankla. NSU Ro 80 był drugim masowo produkowanym samochodem z dwutłokowym silnikiem Wankla zaraz po samochodzie Mazda Cosmo. W 1967 roku NSU i Citroën założyli firmę Comotor, aby wspólnie budować silniki dla Citroëna i innych producentów pojazdów.

### Przejęcie przezVolkswagen AG
Rozwój silnika z obrotowym tłokiem był kosztowny dla małej firmy. Ponadto problemy z uszczelnieniem tłoka silnika negatywnie wpłynęły na wizerunek marki. W 1969 roku firmę przejęła Grupa Volkswagen, która połączyła ją z Auto Union. Volkswagen nabył także prawie zapomnianą przedwojenną markę Audi, którą przedstawiono na nowo w 1966 roku. Odtąd firma nazywała się Audi NSU Auto-Union A.G.. Zarząd fabryki w Neckarsulm przeniósł się do kwater głównych Audi w Ingolstadt. Model Ro 80 był ostatnim produkowanym samochodem noszącym znaczek NSU po tym jak w 1973 roku stopniowo wycofano małe modele z silnikiem umieszczonym z tyłu (Prinz 4, 1000, 1200). Po kwietniu 1977 roku, gdy sprzedano ostatniego NSU Ro 80, nigdy nie wykorzystano nazwy NSU.
W czasie produkcji Ro 80 fabryka w Neckarsulm była wykorzystywana do budowy większych modeli Audi jak np. 100 i 200. W fabryce składano również samochody Porsche – 924, a później 944. Modele te były wynikiem wspólnego projektu przedsiębiorstw Porsche i Volkswagen. Jako że Porsche nie dysponowało wystarczającymi mocami wytwórczymi model 924 i 944 były budowane w fabryce Volkswagena. Aktualnie fabryka produkuje samochody Audi z najwyższej półki takie jak model A6, A8, R8. Ponadto jest to „Aluminium- und Leichtbauzentrum” (pol. Centrum Budowy Lekkiej i z Aluminium) gdzie opracowuje i oblicza się ramy Audi wykonane z aluminium.

## Modele samochodów
- NSU 5/15(inne języki)
- NSU 6/18(inne języki)
- NSU 6/30(inne języki)
- NSU 6/60(inne języki)
- NSU 7/34(inne języki)
- NSU 8/15(inne języki)
- NSU 8/40(inne języki)
- NSU 10/30(inne języki)
- NSU-FIAT 500
- NSU-FIAT 1000
- NSU-FIAT Jagst
- NSU-FIAT Neckar(inne języki)
- NSU-FIAT Weinsberg(inne języki)
- NSU 1000(inne języki)
- NSU K70 - po przejęciu przez Volkswagena produkowane jako Volkswagen K70
- NSU P10(inne języki)
- NSU Prinz (I, II, III i IV)
- NSU Prinz 1000
- NSU Ro 80
- NSU Sportprinz(inne języki)
- NSU Spider
- NSU Typ 110

## Modele motocykli
- NSU 125 ZDB
- NSU 251 OSL
- NSU 251 R
- NSU 301 T
- NSU 501 T(inne języki)
- NSU 601 OSL
- Fox(inne języki)
- NSU Kettenkrad
- NSU Konsul(inne języki)
- NSU Lux
- NSU Max(inne języki)
- NSU Quickly(inne języki)
- NSU Superfox(inne języki)